# Doyoung
Kim Dong-young (Guri, Provincia de Gyeonggi, 1 de febrero de 1996), más conocido como Doyoung, es un cantante, bailarín, actor y presentador surcoreano. Debutó como integrante de NCT, dentro de las subunidades NCT U y NCT 127.

## Primeros años
Doyoung nació el 1 de febrero de 1996 en Guri, Provincia de Gyeonggi, Corea del Sur. 
Su hermano mayor es el actor Gong Myung (exintegrante del grupo de K-pop 5urprise).
Durante su infancia estudió en Topyeong High School. El cantante se unió al grupo cultural de su escuela y tocó la flauta en varios eventos culturales después de dominar el instrumento. Ganó el primer lugar en el Festival de Arte Juvenil de Gyeonggi en 2013. Más tarde se unió a SM Entertainment después de pasar la audición.

## Carrera

### 2015-2017: Inicio de carrera y debut
En enero de 2015, Doyoung se presentó al público como el nuevo presentador de Show Champion e integrante de SM Rookies, usando el nombre artístico Doyoung. Dejó el mando del programa en julio del mismo año, siendo reemplazado por el comediante Kim Shin-young. En marzo de 2016, apareció en la portada de la edición tailandesa de Seventeen, junto con Taeyong, Johnny, Ten y Jaehyun. Debutó como miembro de NCT, integrando la subunidad NCT U, en abril del mismo año con el lanzamiento del sencillo «The 7th Sense». En julio, colaboró con Key de Shinee en la canción «Cool», para la banda sonora del drama 38 Revenue Collection Unit. De octubre a noviembre, apareció en la cuarta temporada de NCT Life, Korean Food King Challenge. La temporada fue una colaboración con el Ministerio de Cultura, Deportes y Turismo para difundir la cultura coreana. En noviembre del mismo año, se unió al elenco del programa Lipstick Prince.  A principios de diciembre de 2016, colaboró con Joy de Red Velvet en la canción «First Christmas», para Inkigayo Music Crush. También en diciembre, fue presentado como miembro de la subunidad NCT 127. Lanzó la canción «Sound of Your Heart» para el proyecto Station, como parte de SM Town, el 30 de diciembre de 2016.
Su debut con NCT 127 tuvo lugar en enero de 2017, con el lanzamiento del EP Limitless. En febrero de 2017, se convirtió en presentador de Inkigayo, junto con Jinyoung de Got7 y Jisoo de Blackpink.  En marzo del mismo año, hizo una aparición en el programa We Got Married. El 7 de agosto de 2017, lanzó la canción «Stay in my Life» para la banda sonora del drama School 2017, junto con Taeil y Taeyong. El 13 de octubre, lanzó la canción «Star Blossom» para la segunda temporada de SM Station, en colaboración con Kim Se-jeong.

### 2018-presente: Actividades en solitario
En enero de 2018, lanzó la canción «Radio Romance», en colaboración con Taeil, para la banda sonora del drama del mismo nombre. Al mes siguiente dejó su puesto en Inkigayo, donde presentó el programa durante un año. En junio del mismo año, lanzó «Hard for me» para la banda sonora del drama Rich Man. En enero de 2019, coprotagonizó el programa Star Road: NCT127, junto con otros miembros de NCT 127. El 6 de marzo de 2019, lanzó la canción «Don't say goodbye» en colaboración con el dúo indie Rocoberry. Entre junio y julio del mismo año, apareció en el programa King of Mask Singer bajo el pseudónimo Asst Manager compitiendo en los episodios 209 y 210, respectivamente, donde ganó las tres rondas del programa. Sin embargo, fue derrotado por Nightingale (Lee Bo-ram), haciendo que Doyoung revelara su identidad. Después de su revelación, Doyoung compartió que quería aparecer en el programa después de ver actuar a Luna de f(x). También comentó: «Me siento orgulloso. Creo que fui capaz de dar los primeros pasos para lograr mis objetivos, llegando hasta aquí, siendo un vocalista idol». En agosto fue elegido para participar en el programa Law of the Jungle. En el mismo mes, lanzó la canción «New Love» con Jaehyun para el drama When You're on the Blacklist of Bullies.

## Filmografía

### Programas de variedades
| Año         | Título                             | Notas                                               |
| ----------- | ---------------------------------- | --------------------------------------------------- |
| 2021        | Point of Omniscient Interference   | invitado - junto a Gong Myung                       |
| 2019        | Law of the Jungle in Sunda Islands | (ep. #388-392) - miembro                            |
| 2019        | King of Mask Singer                | (ep. #209-210) - concursó como "Representative Kim" |
| 2016 - 2017 | Lipstick Prince                    | (ep. #1-12) - miembro                               |

## Premios y nominaciones
| Año  | Categoría         | Premio                 | Trabajo | Resultado |
| ---- | ----------------- | ---------------------- | ------- | --------- |
| 2021 | AAA Focus (Actor) | 2021 Asia Artist Award | -       | Ganó      |